# Éjszakai játék
Az Éjszakai játék (eredeti cím: Game Night) 2018-ban bemutatott amerikai filmthriller, amelyet John Francis Daley és Jonathan Goldstein rendezett.
A forgatókönyvet Mark Perez írta. A producerei John Davis, John Fox, Jason Bateman és James Garavente. A főszerepekben Jason Bateman, Rachel McAdams, Billy Magnussen, Sharon Horgan és Lamorne Morris láthatók. A zeneszerzője liff Martinez. A film gyártója a New Line Cinema, az Access Entertainment, a Davis Entertainment, az Aggregate Films és a Dune Entertainment, forgalmazója az Warner Bros. Pictures.
Az Amerikai Egyesült Államokban 2018. február 23-án, Magyarországon 2018. február 22-én mutatták be a mozikban.

## Szereplők
| Szereplő         | Színész                 | Magyar hang       |
| ---------------- | ----------------------- | ----------------- |
| Max              | Jason Bateman           | Gyabronka József  |
| Annie            | Rachel McAdams          | Ruttkay Laura     |
| Brooks           | Kyle Chandler           | Fekete Ernő       |
| Ryan             | Billy Magnussen         | Zámbori Soma      |
| Sarah            | Sharon Horgan           | Pálfi Katalin     |
| Kevin            | Lamorne Morris          | Hamvas Dániel     |
| Michelle         | Kylie Bunbury           | Szilágyi Csenge   |
| Gary             | Jesse Plemons           | Elek Ferenc       |
| A bolgár         | Michael C. Hall         | Schmied Zoltán    |
| Donald Anderton  | Danny Huston            | Dézsy Szabó Gábor |
| Glenda           | Chelsea Peretti         | Kerekes Viktória  |
| Dr. Chin         | Camille Chen            | Szávai Viktória   |
| Val              | Zerrick Williams        | Mészáros András   |
| Colin            | Joshua Mikel            | Szikszai Rémusz   |
| Bill             | Michael Cyril Creighton | Konfár Erik       |
| Madison          | Natasha Hall            | Dobó Enikő        |
| Ál FBI-ügynök    | Jeffrey Wright          | Rába Roland       |
| A bolgár testőre | Chad Lail               | Sarádi Zsolt      |
| Csapos           | R.F. Daley              | Törköly Levente   |